# Christian Sophus de Roepstorff
Christian Sophus de Roepstorff (født 24. januar 1853 i København, død 1922) var en dansk forstmand, bror til Frederik Adolph de Roepstorff.
Han var søn af kaptajnløjtnant Adolph de Roepstorff og dennes første hustru, Charlotte Georgiana Holmes født Farley. Roepstorff blev 1875 forstkandidat, assisterede 1876-80 ved planlægningsarbejder, opholdt sig 1881-87 i udlandet og blev 1888 ansat som plantør ved klitvæsenet. I Tidsskrift for Skovvæsen 1894-97 gav han udførlige Meddelelser om danske Forstkandidater 1798-1897, der også blev udgivet som særtryk. 
4. juli 1882 ægtede han Eisabe Margarethe Georgia Wodschow (født 6. juli 1852, død 1929), datter af prokurator Georg Marinus Hoff Wodschow i Hillerød. 